# The Way to the Sea (film)
The Way to the Sea is een film uit 1936. De film behandelt de elektrificatie van de spoorlijn tussen Londen en Portsmouth. Met enige ironie vertelt Auden over de geschiedenis van deze historische "weg naar de zee". Hij begint met de Romeinen die Engeland binnentrokken in 286; de invasie van de Vikingen; Alfred de Grote, die de Vikingen versloeg etc. De film werd gemaakt voor de Southern Railway, een toen nog particuliere spoorwegmaatschappij.
In deel 2 van de film is de HMS Hood te zien, een schip dat in de Tweede Wereldoorlog verging. In het tweede deel is de Royal Navy behoorlijk vertegenwoordigd, wellicht in aanloop naar die oorlog.